# Мужской хор МИФИ

Мужской хор МИФИ отмечает своё 50-летие на главной филармонической сцене Москвы — в Большом зале Московской консерватории (22.04.2007)

Академи́ческий мужско́й хор МИФИ — один из самых известных и в своем роде уникальных любительских хоров России. Хор основан 16 октября 1956 года. С первой репетиции и по сей день в нем поют исключительно студенты и выпускники Национального исследовательского ядерного университета «МИФИ» (до 2009 года — Московского инженерно-физического института).
- Народный коллектив России (1965), лауреат премии Ленинского комсомола (1977), лауреат всесоюзных, всероссийских и международных конкурсов.
- Чемпион Всемирных Хоровых Игр
- Победитель телешоу «Ну-ка, все вместе! Хором!» (2024) на канале «Россия-1»[2][3].

## Художественные руководители
- Основатель хора и художественный руководитель с 1956 по 1987 гг. — выпускница Московской консерватории Эсфирь Моисеевна Рывкина (1912—1991).
- Художественный руководитель и главный дирижер с 1987 года по настоящее время — выпускница Московской консерватории (1976) по классу проф. К. Б. Птицы заслуженная артистка России Надежда Васильевна Малявина.
- Главный хормейстер — выпускница Московской консерватории (2007) по классу проф. Л. З. Конторовича Анна Павловна Хазанова

## История создания и достижения
Мужской хор МИФИ был создан в середине 1950-х годов во времена расцвета студенческой художественной самодеятельности, когда и в МИФИ, и в других вузах работало множество самых разнообразных и довольно популярных творческих коллективов. Среди коллективов МИФИ были и факультетские хоры, однако их деятельность не получила особенного развития, и поэтому осенью 1956 года, в рамках подготовки к предстоящему летом 1957 г. Всемирному фестивалю молодежи и студентов, руководство и профсоюз МИФИ решили перевести институтское хоровое движение на более серьёзный уровень.
В результате 16 октября 1956 года в старом здании МИФИ на ул. Кирова, 21 состоялась первая репетиция мужского хора. Вместе со своей помощницей Раисой Наумовной Барской (в 1930-е работала концертмейстером оперы в Московском музыкальном театре им. Станиславского и Немировича-Данченко) репетицию провела Эсфирь Моисеевна Рывкина (до приглашения в МИФИ, с 1944 по 1956 гг., работала руководителем хора в Электростальском народном оперном театре), ставшая художественным руководителем Мужского хора МИФИ на последующие 30 лет.

Из книги «Мужской хор МИФИ. К 50-летию со дня основания. (Сборник статей и воспоминаний)»:

«Эпоха Эсфири Моисеевны Рывкиной — это последовательный и порой тернистый путь от выступлений в актовом зале МИФИ ко многим победам на хоровых конкурсах и всесоюзных фестивалях. Это путь от пения под гитару у походного костра к получившим признание студенческим хоровым агитбригадам и хоровым строительным отрядам. И венчает этот путь присуждение Мужскому хору МИФИ — первому из самодеятельных студенческих хоровых коллективов СССР — премии им. Ленинского комсомола в 1977 году».

В 1987 году художественным руководителем становится Надежда Васильевна Малявина. К тому времени она уже 10 лет проработала в хоре МИФИ, одновременно приобретая хормейстерский опыт в профессиональном коллективе — Государственном Московском хоре под управлением народного артиста СССР В. Г. Соколова. Благодаря ее таланту и творческой активности хор не только без потерь пережил трудные времена для многих любительских коллективов России в 1990-е годы, но и смог получить признание на международной арене и в среде профессиональных музыкантов.
22 апреля 2007 на концерте в честь 50-летнего юбилея Мужского хора МИФИ было зачитано было поздравление Патриарха Московского и всея Руси Алексия II, в котором тот отметил достижения хора в области исполнения православной музыки и удостоил художественного руководителя награды Русской православной церкви — ордена святой равноапостольной Ольги III степени.
В 2008 году художественный руководитель была отмечена на государственном уровне: Н. В. Малявиной было присвоено звание заслуженной артистки России .

## Концертный репертуар хора
Мужской хор МИФИ исполняет классический репертуар академических хоров: 
- духовные и светские произведения русской[10] и европейской[11] музыки  — в диапазоне от барокко до современности, от хоровых миниатюр до произведений крупной формы
- хоры из опер[12]
- народные песни[13]
- шедевры песенного творчества советских композиторов[14].

## Репертуар на профессиональной сцене
Начиная с 1994 года, Мужской хор МИФИ (несмотря на свой статус любительского коллектива) совместно с ведущими российскими оркестрами и дирижерами участвовал в исполнении таких шедевров мировой вокально-симфонической и хоровой классики, как:
- Рапсодия для альта[15] Брамса (дирижер Александр Невзоров)
- Торжественная увертюра «1812 год» Чайковского (в редакции с мужским хором; дирижер Владимир Федосеев)
- кантата Римского-Корсакова «Стих об Алексии, Божьем человеке» (дирижер Владимир Федосеев)
- оратория Шумана «Рай и Пери»[16] (дирижер Борис Куликов)
- оратория Франка «Заповеди блаженства» (дирижер Борис Куликов)
- Фантазия для фортепиано, хора и оркестра Бетховена (дирижер Леонид Николаев)
- «Патетическая оратория» Свиридова (дирижер Владимир Федосеев)
- Девятая симфония Бетховена (дирижер Леонид Николаев; Саулюс Сондецкис)
- «Фауст-симфония» Листа (дирижер Ю. Симонов)
- Тринадцатая симфония Шостаковича для баса, хора басов и симфонического оркестра[17] (дирижер Павел Коган)
- Всенощное бдение Рахманинова (историческая реконструкция премьеры 1915 года[18], дирижер Георгий Сафонов)

## Выступления за рубежом

### Международные конкурсы
В начале 1990-х, когда студенты и сотрудники закрытого вуза наконец получили возможность свободного выезда за рубеж, Мужской хор МИФИ завоевывает ряд призовых мест на престижных конкурсах: 
- 1 место в фольклорной номинации на конкурсе в Риге (1992)
- 1 место в категории  и Гран-при в Валетте (1993)
- 3 место (при не присужденных 1-м и 2-м) в категории однородных хоров на конкурсе Florilège Vocal de Tours во французском городе Туре (1994).[7]

Эти победы дали старт международной карьере хора: со всего мира посыпались приглашения, и с тех пор коллектив неоднократно выезжал на гастроли и фестивали в страны ближнего и относительно дальнего зарубежья — в Эстонию, Белоруссию, Польшу, Германию, Австрию, Нидерланды, Италию, Великобританию, Израиль и др. 

### Выступления в МАГАТЭ (Австрия, Вена)
Отдельно следует отметить особую международную миссию хора как представителя Национального ядерного университета «МИФИ» в Международном агентстве по атомной энергии (МАГАТЭ). Мужской хор МИФИ имел честь три раза выступить на открытии сессий МАГАТЭ, включая 50-ю юбилейную сессию в 2006 году. В репортаже Первого канала на всю страну тогда прозвучала фраза о том, что «хор российских физиков имел „ядерный“ успех у представителей ядерных держав».

Из репортажа о 50-й сессии в МАГАТЭ в «Российской газете»:

Ядерный концерт 

Московские ученые-физики заставили участников сессии МАГАТЭ петь по-русски 
 
На церемонии открытия юбилейной сессии Международного агентства по атомной энергии звучали в основном русские народные песни. Дело в том, что перед началом сессии гендиректор МАГАТЭ Мохаммед аль-Барадеи пригласил в Вену мужской хор Московского инженерно-физического института. Это, кстати, единственный в мире хор, состоящий исключительно из ученых-ядерщиков. В нём поют профессора и преподаватели, а также только начинающие учебу студенты. Хор состоит из пятидесяти человек. Вчера перед началом заседания в зале совещаний МАГАТЭ они устроили мини-концерт. Некоторые участники сессии неплохо подпевали по-русски — судя по всему, довольно большое число министров энергетики развивающихся стран учились в советских институтах. Между прочим, хор наших ядерщиков в тот же день получил приглашение от мэрии Вены выступить на центральной площади города, где сейчас проходят концерты классической музыки.

В перерывах между песнопениями наши голосистые ядерщики успели в качестве экспертов поучаствовать в работе самой сессии. Хор МИФИ, можно сказать, задал тон всей сессии: Россию на очередном заседании МАГАТЭ вспоминали очень часто. Мохаммед аль-Барадеи, к примеру, заявил, что очень внимательно изучает все последние инициативы нашей страны, направленные на предотвращение распространения ядерного оружия.

## Победа на Всемирных Хоровых Играх
В июле 2016 года Мужской хор МИФИ принял участие в IX Всемирных Хоровых Играх, в которых получил звание чемпиона в категории мужских хоров (золотая медаль, 82,75 балла) и золотую медаль в категории фольклорного пения а капелла (88,63 балла, второй результат в категории).

## Концертная деятельность в России
Мужской хор МИФИ регулярно принимает участие в известных российских хоровых фестивалях — в Сарове, Нижнем Новгороде, Казани, Курске, Ярославле, Рыбинске, Смоленске, Калуге (где в 2003 году стал победителем конкурса мужских хоров России); совершает гастрольные поездки по городам России, посещает с экскурсиями и концертами «профильные спецобъекты» — атомные электростанции. В сентябре 2008 года хор дал серию концертов для российских моряков в Севастополе.
В Москве хор выступает как в стенах своей альма-матер, так и на многих других сценах, включая лучшие филармонические площадки столицы. По традиции, каждые пять лет своей жизни хор отмечает торжественным концертом на сцене Большого зала Московской консерватории.
Мужской хор МИФИ был участником «Большого хорового собора» у храма Христа Спасителя в день празднования 850-летия Москвы, а также неоднократно принимал участие в большом сводном хоре, организуемом в Москве для концерта на День славянской культуры и письменности и в рамках фестиваля «Спасская башня» (главный дирижер — Валерий Халилов).

## Участие в богослужениях Русской православной церкви
Церковные песнопения русских композиторов, вошедшие в репертуар хора с конца 1980-х годов, Мужской хор МИФИ регулярно исполняет не только на концертах, но иногда и непосредственно на православных богослужениях.
Среди наиболее значительных выступлений на клиросе:
- Великое освящение храма Христа Спасителя;
- торжественные службы в Санкт-Петербурге, посвященные 300-летию Александро-Невской лавры (в Исаакиевском соборе, в Морском Никольском соборе Кронштадта и в Свято-Троицком соборе лавры);
- литургии на Татьянин День в храме Христа Спасителя;
- воскресная литургия в Покровском храме Московской духовной академии в Сергиевом Посаде.

## Внеконцертная деятельность
Как и во всяком любительском коллективе, желание петь у хористов значительно превосходит рамки официальной концертной деятельности и реализуется в форме ансамблевого пения под гитару (за всю историю хора, особенно в советский период — в годы расцвета бардовской песни и движения КСП — ансамблей в хоре было немало, а из ныне действующих  можно назвать состоящий только из хористов «Ансамбль КСП МИФИ», ведущий активную концертную деятельность, в частности совместно с известным автором-исполнителем Сергеем Никитиным), а также различных певческих собраний в неформальной обстановке.
Одно из таких собраний имеет уже многолетнюю традицию, и, более того, к нему может присоединиться любой желающий: ежегодно хористы многих поколений собираются 9 мая за час до салюта на смотровой площадке Воробьевых гор, чтобы большим поющим кругом отметить День Победы.

## Хормейстеры
| Должность                  | ФИО | Годы работы                                                                                       |
| Хормейстеры первых теноров | - Барская Раиса Наумовна - Старобинец Фрида Самойловна - Ибрагимова Вера Хафизовна - Хазанова Анна Павловна (главный хормейстер Мужского хора МИФИ)                                                                                     | - 1956—1975 - 1968—2004 - 2002—2005 - с 2005 года                                                 |
| Хормейстеры вторых теноров | - Барская Раиса Наумовна - Старобинец Фрида Самойловна - Малявина Надежда Васильевна - Судакова Ольга Михайловна - Малявина Надежда Васильевна - Иващенко Татьяна Иосифовна - Пестерева Елена Валерьевна                                | - 1956—1975 - 1968—1977 - 1977—1981 - 1981—1983 - с 1983 года - с 2007 года - с 2022 года         |
| Хормейстеры первых басов   | - Рывкина Эсфирь Моисеевна - Смирнов Александр Борисович - Тугаринов Евгений Святославович - Иванова Елена Клавдиевна - Тимохина Ирина Ефимовна - Бойко Надежда Сергеевна - Микконен Юлия Владимировна - Семеновский Дмитрий Дмитриевич | - 1956—1987 - 1987—1988 - 1988—1989 - 1989—1991 - 1991—1998 - 1998—2002 - 1999—2001 - с 2002 года |
| Хормейстер вторых басов    | - Рывкина Эсфирь Моисеевна - Обшадко Лия Борисовна | - 1956—1967 - с 1967 года                                                                         |
| Педагоги по вокалу         | - Анагорская Галина Аркадьевна - Чернов Михаил Геннадиевич - Иванова Елена Клавдиевна - Алисова Юлия Васильевна | - 1975—1977 - 1987—1991 - 1989—1996 - с 1996 года                                                 |
| Концертмейстеры            | - Барская Раиса Наумовна - Старобинец Фрида Самойловна - Тимохина Ирина Ефимовна - Бойко Надежда Сергеевна - Семеновский Дмитрий Дмитриевич                                                                                             | - 1956—1975 - 1973—1991 - 1991—1998 - 1998—2002 - с 2002 года                                     |

## Награды
- Почётная грамота Президиума Верховного Совета РСФСР (1968 год)[34].